# Нагамицу, Утако
Утако Нагамицу (яп. 長光 歌子, девичья фамилия: Фудзимото, 藤本, родилась 23 марта 1951) — японская фигуристка, выступавшая в женском одиночном катании. В настоящее время является тренером по фигурному катанию университета Кансай.
В основном, учениками Нагамицу являются фигуристы из Японии, среди них наиболее известные — Дайсукэ Такахаси, Дайсукэ Мураками, Кэйдзи Танака и Сю Накамура.

## Карьера
Нагамицу выиграла чемпионат Японии среди юниоров в 1966 году. На чемпионате Японии она заняла шестое место . После окончания средней школы поступила в женский университет Мукогава, но бросила учебу. Закончила карьеру в 1972 году, а затем стала тренером и хореографом.
Нагамицу стала тренером бронзового призёра Олимпиады-2010 Дайсукэ Такахаси, когда японец учился во втором классе средней школы. После того, как Такахаси поступил в Университет Кансай, Нагамицу стала постоянным тренером фигуриста.

## Результаты
| Соревнование                   | 1966/1967 |
| ------------------------------ | --------- |
| Чемпионат Японии среди юниоров | 1         |

## Награды
- 2010 — Mizuno Sports Mentor Award